# Katharina von der Leyen
Katharina von der Leyen (* 1964 in München) ist eine deutsche Schriftstellerin und freie Journalistin.

## Leben
Katharina von der Leyen absolvierte verschiedene Praktika bei Verhaltensbiologen wie Konrad Lorenz und Erik Zimen und arbeitete danach an verschiedenen internationalen Filmsets. Sie schrieb für internationale Magazine wie der amerikanischen, der australischen und der englischen „Vogue“, „Marie Claire“, „Architectural Digest“, „Vanity Fair“ oder „Tempo“ und den „Stern“ und deckte Themengebiete von Verhaltensbiologie über Musik und bis hin zu Schauspielerei und Psychologie ab.
Von der Leyen lebte und arbeitete u. a. in Sydney, New York, Paris, Los Angeles, Hamburg, Berlin und München. Sie schrieb 15 Bücher über Hunde, darunter „Charakterhunde“, das in zehn Sprachen übersetzt wurde.
Heute lebt sie in Oberbayern zwischen München und Salzburg, schreibt Bücher und Artikel und produziert ein Bio-Hundefutter.

## Werke

### Tierbücher
- Hühnerliebe. Gräfe und Unzer, München, ISBN 978-3-8338-7709-4
- Leinen Los! Freilauftraining für den Hund. Gräfe und Unzer, München, ISBN 978-3-8338-4734-9
- Angeleint! Entspanntes Leinentraining für Mensch und Hund. Gräfe und Unzer, München, ISBN 978-3-8338-6645-6
- 77 Dinge, die Sie einmal mit Ihrem Hund gemacht haben sollten. teNeues Verlag, ISBN 978-3-96171-041-6
- Die zweite Chance – Hunde mit Vergangenheit. Kosmos-Verlag, Stuttgart, ISBN 978-3-440-15139-6
- Welpen-Praxisbuch. Gräfe und Unzer, München, ISBN 978-3-8338-5724-9
- Charakter-Pferde. BLV-Verlag, München, ISBN 3-405-15723-4
- Das Spanische Pferd – Pura Raza Española. BLV-Verlag, München, ISBN 3-405-16398-6
- Jack Russell Terrier – Den Hund verstehen und richtig halten. DLV, ISBN 3-784-21614-5
- Das Welpenbuch. BLV-Verlag, München, ISBN 3-405-15773-0
- Partnerhunde. BLV Verlag, München,  ISBN 978-3-8354-0595-0
- Charakterhunde. BLV-Verlag, München, ISBN 3-405-15288-7
- Braver Hund!. BLV-Verlag, München, ISBN 3-405-16211-4
- Stadthunde – Hundeleben in der Stadt. München, BLV-Verlag, ISBN 3-405-16485-0
- Stubentiger und Hauslöwen. BLV-Verlag, München, ISBN 3-405-16698-5
- Lieblingshunde!. BLV-Verlag, München, ISBN 978-3-8354-0593-6
- Der Mops – ein Wunder der Natur. Knesebeck, München, ISBN 3-89660-310-8
- Dogs in the City. Kosmos Verlag, München, ISBN 3-440-11336-1

### Belletristik
- Ich hab geträumt, er ruft mich an.  Rowohlt TB Verlag, Reinbek b. Hamburg 2006. ISBN 3-499-23676-1
- Der Witz mit Fritz und dem Sitz. Ullstein, Berlin 2011. ISBN 978-3-54837411-6
- Halten Sie Ihr Huhn fest!. Kosmos-Verlag, Stuttgart 2016. ISBN 978-3-440-14951-5

### Biografie
- Weiter!: Wie Bette Davis mir das Leben rettete. München, Kailash Verlag, 2024, ISBN 978-3-424-63268-2
- Hochmair, wo bist du? Biografie. Katharina von der Leyen, Philipp Hochmair, Brandstätter Verlag 2025, ISBN 978-3-7106-0900-8

### Übersetzungen
- Feel. Robbie Williams, Rowohlt TB Verlag, Reinbek b. Hamburg, 2005, ISBN 3-499-61998-9